# Лященко Аркадій Якимович
Лященко Аркадій Якимович (1871—1931) — російський історик літератури, педагог, бібліограф, член-кореспондент Академії наук СРСР (1928), один з авторів енциклопедичного словника Брокгауза і Ефрона, де помістив ряд статей з історії російської літератури.

## Життєпис
Народився 26 січня 1871 в місті Києві. Закінчив історико-філологічний факультет Санкт-Петербурзького університету.
У 1893-97 рр. був редактором видань Товариства любителів древньої писемності.
З січня 1901 року редагував журнал «Літературний вісник», що видавався бібліологічним товариством (до 1902 року спільно з М. М. Мазаєвим, далі одноосібно). У додатках до нього містилися «Звіти Російського бібліологічного товариства».
Був інспектором Петровського комерційного училища в Санкт-Петербурзі.
Крім статей і заміток в «Киевской старине», «Русской старине», «Історичному віснику», «Живой старине», «Слов'янському огляді», «Бібліографія» та інших періодичних друкованих виданнях, випустив окремо ряд монографій.